# Jahangir Mirza I
Ghiyas-ud-din Jahangir Mirza (1356-1376) (Persa: جہانگیر میرزا) fue miembro de la dinastía Timurida e hijo de su fundador, el conquistador de Asia Central Timur. Era el hijo favorito de Timur y se desempeñaba como uno de sus comandantes militares, así como su heredero aparente. Sin embargo, Jahangir murió en 1376, precediendo a su padre por casi treinta años.

## Nacimiento
Jahangir fue uno de los cuatro hijos de Timur que sobrevivieron a la infancia y el único nacido de una esposa libre. Su madre, Turmish Agha también dio a luz a otros dos hijos; Jahanshah, que murió joven y una hija, Aka Biki, que fue la madre del sultán Husayn Tayichiud.
Existe cierto desacuerdo con respecto a si Jahangir o su hermano, Umar Shaikh era el mayor de los hijos de Timur. El Mu'izz al-Ansab (El glorificador de las genealogías), la fuente más importante con respecto a la estructura de la familia real timúrida durante este período, es contradictorio en este punto. Afirma que Jahangir era el mayor, pero la familia de Umar Shaikh se presenta primero en la genealogía, lo que implica que este último nació primero. Fuentes narrativas, como el Zafarnama de Nizam-ud-din Shami y el libro de Yazdi del mismo nombre apoyan la idea de que Jahangir era más joven.

## Guerra con Mogolistan
Luego de la muerte de Tughlugh Timur, el Khan del Kanato de Chagatai, el control de la mitad oriental de su territorio (un área llamada Mogolistán) fue capturada por un noble llamado Qamar-ud-din Dughlat. Aprovechando el desorden, Timur, que ya había conquistado la mitad occidental del kanato, lideró una expedición contra Dughlat en 1370. Para 1375, Dughlat estaba en continua retirada de Timur, y se había refugiado en las montañas Kök-tepe. Jahangir fue enviado a perseguir a los nobles a través de las estrechas gargantas entre los picos, derrotando a varios destacamentos mongoles en la región a lo largo del camino. Aunque el propio Dughlat eludió la captura, Jahangir pudo capturar a su esposa, Tuman Agha y su hija, Dilshad Agha. La última de las dos se casó con Timur poco después.

## Matrimonio
En 1372, Timur lanzó una invasión al antiguo territorio chagatai de Khorasan, luego bajo el control de la dinastía sufí. Aunque inicialmente desafiante, el gobernante del reino, Yusuf Sufi finalmente presentó y ofreció a su sobrina, Khanzada Begum en matrimonio con Jahangir. Khanzada era la hija de su hermano, Aq Sufi y su esposa Shakar Beg, una hija de Jani Beg, Khan de la Horda de Oro.
El año siguiente, Khanzada fue enviada a la capital de Timur, Samarcanda, con una gran procesión con regalos, que incluían gemas, metales preciosos, sedas y tapices. Fue escoltada por un séquito de doncellas y soldados montados, mientras que ella misma montaba velada en un camello blanco.
Jahangir tuvo un hijo y una hija por este matrimonio, Muhammad Sultan Mirza y Yadigar Sultan.

## Muerte
Jahangir murió a causa de una enfermedad dos años después de su matrimonio en 1376. Según informes, Timur quedó inconsolable por la muerte de su hijo, lo que causó un hiato en sus continuas campañas militares. Yazdi afirma que "todo se volvió melancólico y desagradable para él y sus mejillas casi siempre estaban bañadas en lágrimas; se vistió de luto y su vida se volvió incómoda para él. Todo el reino, que solía estar muy contento con la llegada de este Gran emperador, se convirtió en un lugar de dolor y llanto".
Fue enterrado en un edificio alto llamado "Tumba de Jahangir", parte del complejo de mausoleos Dorussaodat en el actual Shahrisabz. Actualmente, la tumba es la mejor parte sobreviviente de la estructura.